# Fosens prosteri

Prosterier i Nidaros stift. Det röda området på kartan är Fosens prosteri.

Fosens prosteri (norska: Fosen prosti) är ett kontrakt (prosteri, norska: prosti) i Nidaros stift inom Norska kyrkan. Kontraktet omfattar kommunerna Indre Fosen, Osen, Åfjord och Ørland i Trøndelag fylke i mellersta Norge.

## Socknar
Fosens prosteri består av elva socknar (norska: sokn eller sogn) inom fyra kyrkliga samfälligheter (norska: kirkelige fellesråd), motsvarande kommunerna:

### Indre Fosens kyrkliga samfällighet
- Hasselvika socken
- Leksviks socken
- Rissa socken
- Stadsbygds socken
- Stranda socken
- Sør-Stjørna socken

### Osens kyrkliga samfällighet
- Osens socken

### Åfjords kyrkliga samfällighet
- Roans socken
- Åfjord og Stoksunds socken

### Ørlands kyrkliga samfällighet
- Bjugns socken
- Ørlands socken